# ورزشگاه نیویورک
ورزشگاه نیویورک (انگلیسی: New York Stadium) یک ورزشگاه فوتبال در شهر راترهام، انگلستان است.
این ورزشگاه که در سال ۲۰۱۲ تأسیس شده دارای ۱۲٬۰۲۱ نفر ظرفیت می‌باشد و ورزشگاه خانگی باشگاه فوتبال روترهام یونایتد محسوب میشود.

## نگارخانه

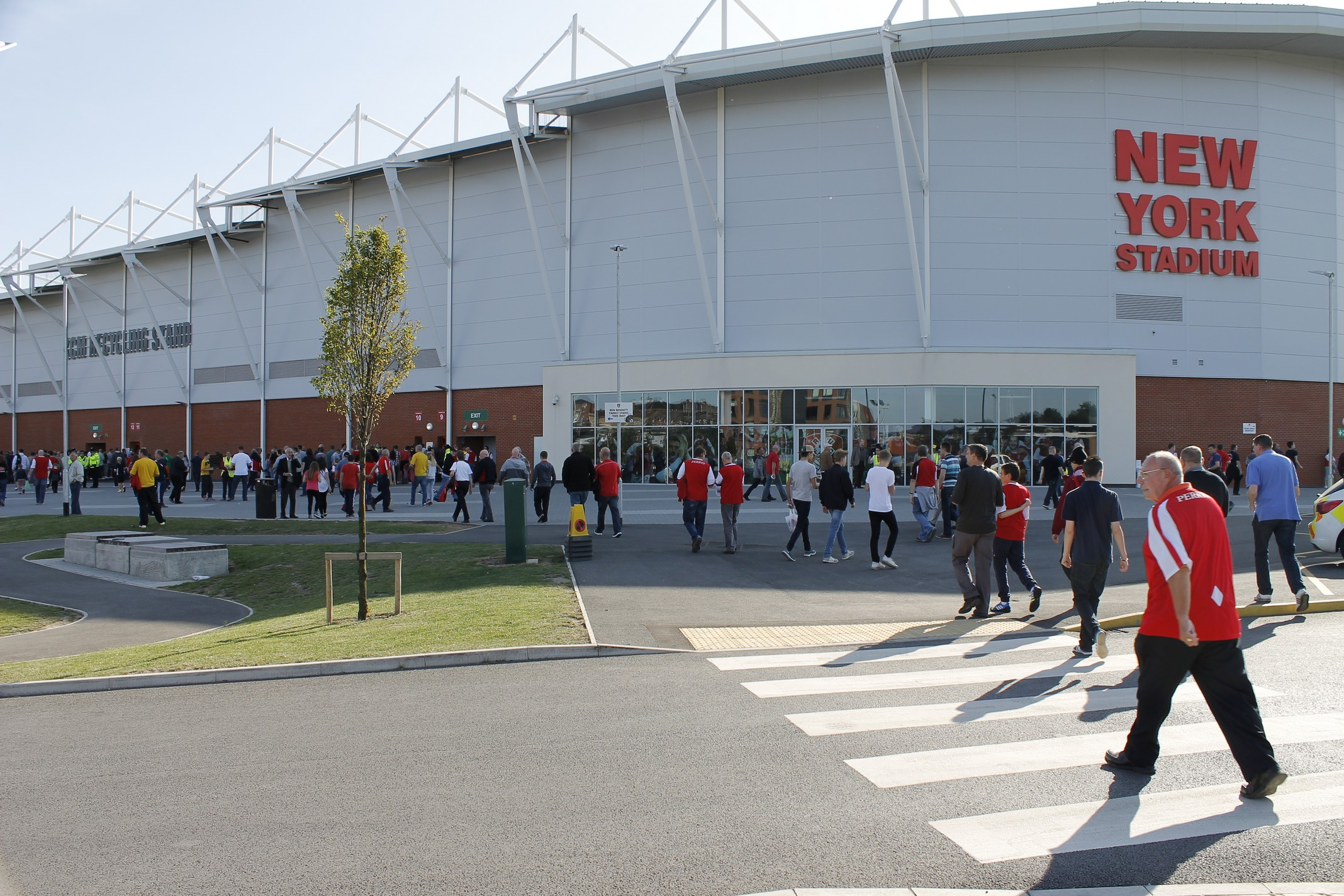
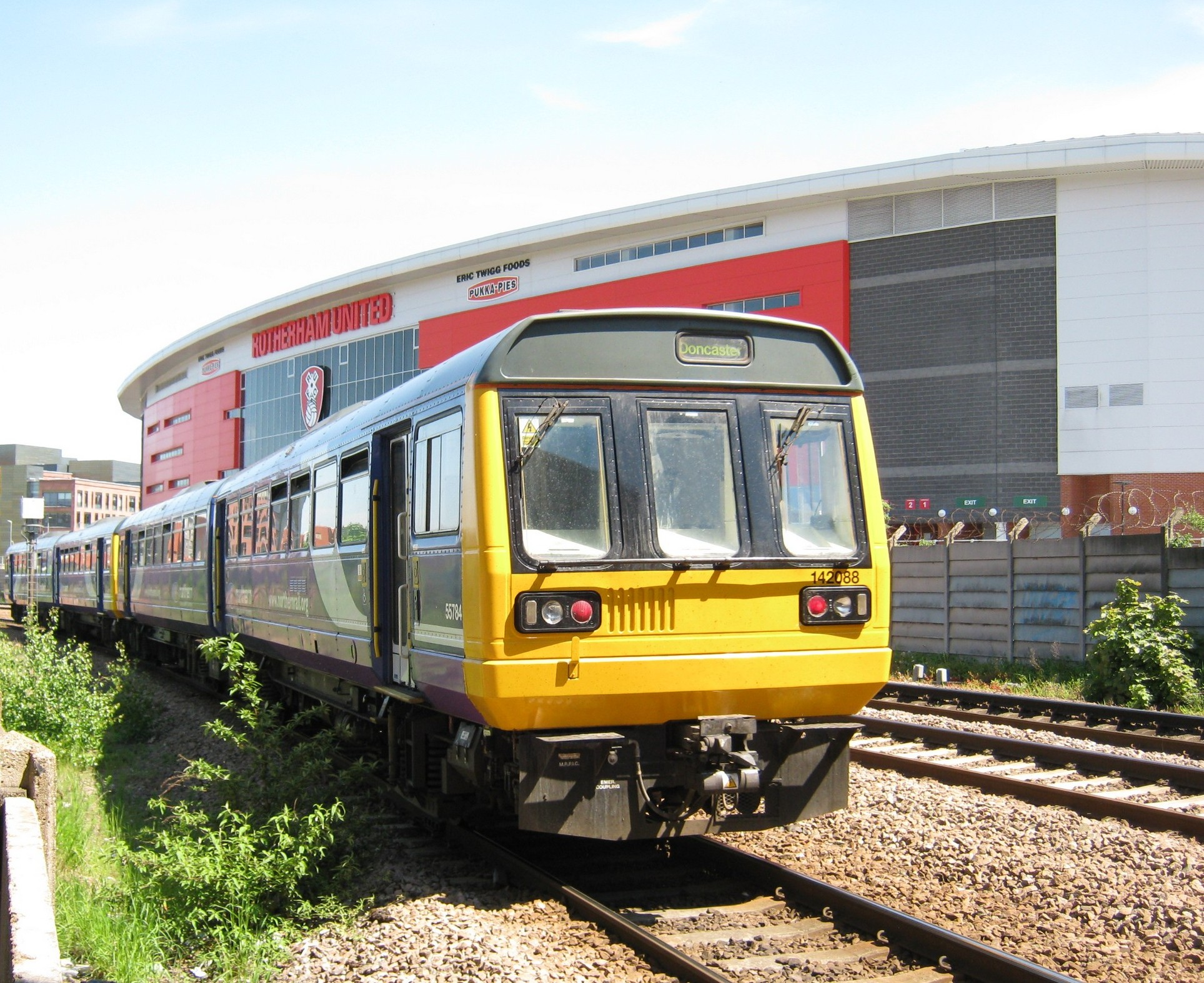
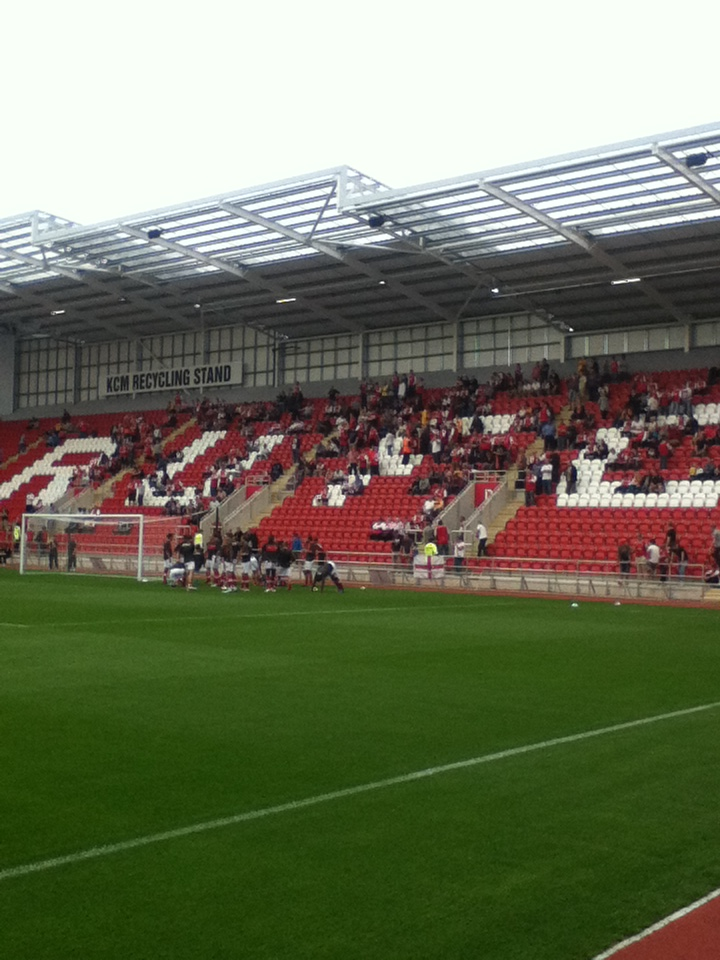
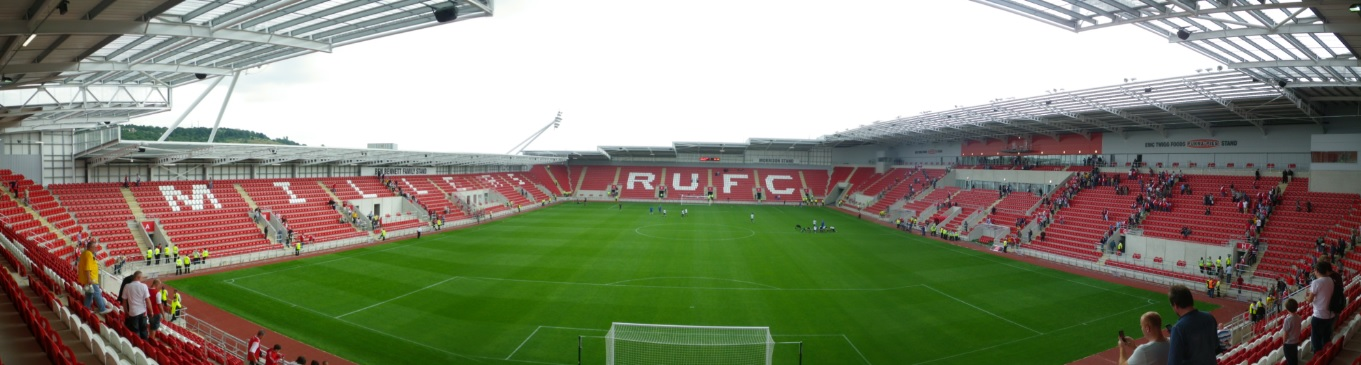